# サイモン&ガーファンクル
サイモン&ガーファンクル（英語: Simon & Garfunkel）は、主に1960年代に活躍した、ポール・サイモンとアート・ガーファンクルによるアメリカのフォーク・デュオ。「サウンド・オブ・サイレンス」、「ミセス・ロビンソン」、「明日に架ける橋」 などのヒット曲は、全米チャートで第1位に達した。
1964年にデビューし、1970年に活動を停止するまで、フォーク、フォーク・ロックを代表するデュオとして数々のヒット曲を世に送りだした。
7つのグラミー賞を受賞し、1990年にロックの殿堂入りを果たした。
「ローリング・ストーンの選ぶ歴史上最も偉大な100組のアーティスト」において第40位。

## 略歴
ニューヨークの小学校時代からの親友だった、ポールとアートは、1957年に「トム&ジェリー」を結成（ポールはジェリー・ランディス(Jerry Landis)、アートはトム・グラフ(Tom Graph)という芸名を使用）し、デビュー曲「ヘイ・スクールガール」を小ヒットさせた。その後、二人は大学での学業に専念した。サイモンはこの時期に、キャロル・キングとジェリー・ゴフィンらと仕事をしたりしている。二人は1963年に再びコンビを組み、1964年にグループ名をサイモン&ガーファンクルと改めて、アルバム『水曜の朝、午前3時』でデビューした。
しかし、発売初年度の売上が3,000枚と惨憺たるものだったため、ポールはヨーロッパ放浪の旅へ出て、アートもデビュー前に通っていた大学院へと戻ってしまった。ポール・サイモンはイギリスではマーティン・カーシー、バート・ヤンシュ、アル・スチュアート、サンデイ・デニーらと交流を持った。やがてプロデューサーのトム・ウィルソンが、アルバム収録曲「サウンド・オブ・サイレンス（The Sound of Silence）」にエレキギターやドラムなどを加えてシングル発売したところ、これが66年に全米1位の大ヒットとなった。サイモン&ガーファンクルは、一躍人気フォークロック・デュオとなる。さらに66年には続けて「アイ・アム・ア・ロック」「早くうちへ帰りたい」がヒットした。
なお、「キャシーの歌（Kathy's Song）」は、ポールがイギリスに長期滞在していた際に交際していたガールフレンドに贈った曲である。キャシーは、ポールが歌っていたパブで券もぎ係をしていた女性であった。また、「アメリカ」の歌詞で触れているKathyと同一人物で、2人でアメリカ旅行に出掛けた際に書いたとされている。ポールのアルバム『ポールサイモン・ソングブック（Paul Simon Song Book）』に、若かりし頃のポールとキャシーが写っている。
その後も、ポールの哲学的内容の詞・曲とアートの歌声、そして2人のハーモニーが受けて「スカボロー・フェア／詠唱 (Scarborough Fair/Canticle)」「ミセス・ロビンソン (Mrs. Robinson)」などが大ヒット。1967年12月公開の映画『卒業』の音楽を担当し、映画の成功と共に劇中歌「サウンド・オブ・サイレンス」が大ヒットし、日本をはじめ世界的にも大きな成功を収めた。当時は「サイモンとガーファンクル」と表記されていた。

### 『明日に架ける橋』発表後

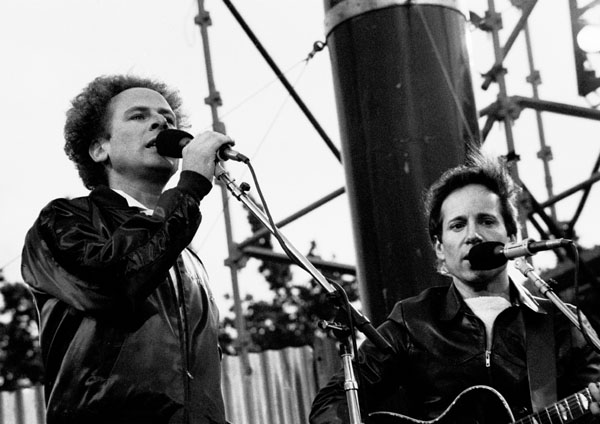
1981年ダブリンでのコンサートにて。ポール・サイモン(右)、アート・ガーファンクル(左)。

1970年発表のアルバム『明日に架ける橋 (Bridge Over Troubled Water)』の制作中に、ポールとアートの音楽に対する意見の違いが表面化した。『明日に架ける橋』は、全世界で売上が1,000万枚を超える大ヒットとなり、グラミー賞の最優秀レコード賞・最優秀アルバム賞を受賞したものの、このアルバムを最後に2人はそれぞれのソロ活動に入った。72年から73年にかけては、日本独自で「冬の散歩道」「エミリーエミリー」がシングル・カットされ、小ヒットしている。
1972年6月14日、ベトナム反戦候補で民主党リベラル派の大統領候補ジョージ・マクガヴァン支援コンサートに揃って登場し「スカボロー・フェア」、「ボクサー」、「明日に架ける橋」などを歌った。ブラス・ロックのシカゴもマクガヴァン候補を熱烈に支援した。
1975年には「マイ・リトル・タウン」をS&Gで録音し、それぞれのソロ・アルバム（ポール『時の流れに』、アート『愛への旅立ち』）に収録しているほか、1978年にアートが発表した『ウォーターマーク』に収録されている「ワンダフル・ワールド」では、ジェームス・テイラーと共にギターとボーカルでポールも参加しており、3人がハーモニーを披露している。
1981年9月19日には、ニューヨークのセントラル・パークで再結成チャリティコンサートを開いて53万人もの観衆を動員し、世界ツアーを行った（1982年にはS&Gとして初来日し、後楽園球場と大阪スタヂアムでコンサートを行っている）。この時、ポールの作品にアートが参加する形でアルバム制作が行われたが、作品に対する意見の食い違いから、結局ポールのソロ・アルバム（『ハーツ・アンド・ボーンズ』）としてリリースされた。このアルバムに収録された曲のいくつかは、アートも録音に参加し、発売直前までに完成していた。その後、2人の間は疎遠になっていった。2003年には、ポールがソロとしてロックの殿堂入りした際に、「ガーファンクルとは仲直りしたい」とスピーチで述べているほど、2人の関係は冷え切っていた。
その後は1993年、2003年とたびたび再結成を行い、全米ツアーなどを行った。1993年12月1日には「Event of a lifetime Tour」の東京公演・福岡公演としてそれぞれ東京ドームと福岡ドームで再来日公演を行なった。2009年7月には16年ぶりの来日公演を行い、何回かの公演の合計で約15万人を動員する成功を収めた。2014年にはアートがインタビューで、近い将来デュオが再結成され、ツアーが実施されると信じると語った。アートはファンがツアーを望んでおり、自分の心はファンとともにあると述べている。
彼らの作品は多くのミュージシャンにカバーされ、歌い継がれている。「明日に架ける橋」はアレサ・フランクリンのカバー・バージョンがよく知られ、「冬の散歩道」はバングルスのバージョンが全米2位を記録した。
そのハーモニーとサウンドは、シールズ&クロフツやイングランド・ダン&ジョン・フォード・コーリーら後続のデュオに多大な影響を与えた。以後も折に触れて2人で活動している。

## ディスコグラフィ

### アルバム
- 『水曜の朝、午前3時』 - Wednesday Morning, 3 A.M. (1964年)
- 『サウンド・オブ・サイレンス』 - Sounds of Silence (1966年)
- 『パセリ・セージ・ローズマリー・アンド・タイム』 - Parsley, Sage, Rosemary and Thyme (1966年)
- 『卒業-オリジナル・サウンドトラック』 - The Graduate (1968年)
- 『ブックエンド』 - Bookends (1968年)
- 『明日に架ける橋』 - Bridge Over Troubled Water (1970年)
- 『サイモン&ガーファンクル』 - Simon & Garfunkel (1970年) ※日本編集盤
- 『サイモンとガーファンクルのすべて』 - Golden Double Series (1971年) ※日本編集盤
- 『グレイテスト・ヒット』 - Simon and Garfunkel's Greatest Hits (1972年)
- 『S&Gゴールド・ディスク』 - Simon and Garfunkel's Greatest Hits II (1972年) ※日本編集盤
- 『ギフト・パック』 (1972年) ※日本編集盤
- 『パック20』 (1973年) ※日本編集盤
- 『ニュー・ギフトパック'75』 (1974年) ※日本編集盤
- 『グランプリ20』 (1976年) ※日本編集盤
- 『若き緑の日々』 - The Simon And Garfunkel Collection-17 Of Their All Time Greatest Recordings (1981年)
- 『セントラル・パーク・コンサート』 - The Concert in Central Park (1982年) ※ライブ・アルバム
- 『サイモンとガーファンクル全集』 -　Simon and Garfunkel's Collected Works (1990年) ※『水曜の朝、午前3時』『サウンド・オブ・サイレンス』『パセリ・セージ・ローズマリー・アンド・タイム』『ブックエンド』『明日に架ける橋』のアルバム5枚をCD3枚に収めたもの
- 『冬の散歩道～S&Gスター・ボックス』 - The Definitive Simon & Garfunkel (1994年)
- 『サイモン&ガーファンクル プレミアム・ベスト』 - Simon & Garfunkel - Premium Best (1998年) ※日本編集盤
- 『サイモン&ガーファンクルのすべて』 - The Best of Simon and Garfunkel (1999年)
- 『ライヴ・フロム・ニューヨーク・シティ 1967』 - Live from New York City 1967 (2003年) ※ライブ・アルバム
- 『オールド・フレンズ−ライヴ・オン・ステージ』 - Old Friends: Live on Stage (2004年) ※ライブ・アルバム
- 『ライヴ1969』 - Live 1969 (2008年) ※ライブ・アルバム

### アルバム（米国）
- Wednesday Morning, 3 A.M. (1964, US 200 #30)
- Sounds of Silence (1966, US 200 #21)
- Parsley, Sage, Rosemary and Thyme (1966, US 200 # 4)
- The Graduate Original Soundtrack (1968, US 200 # 1)
- Bookends (1968, US 200 # 1)
- Bridge over Troubled Water (1970, US 200 # 1)
- Simon and Garfunkel's Greatest Hits (1972, US 200 # 5)
- The Concert in Central Park (1982, US 200 # 6)
- Collected Works (1990, US 200 # --)
- Old Friends (1997, US 200 # --)
- The Best of Simon and Garfunkel (1999, US 200 # --)
- Live from New York City, 1967 (2002, US 200 # --)
- The Essential Simon and Garfunkel (2003, US 200 # 27)
- Old Friends: Live on Stage (2004, US 200 # 154)
- Live 1969 (2008, US 200 #33)

### シングル
- 「サウンド・オブ・サイレンス」 - "The Sound of Silence" (1966年、1968年)
- 「アイ・アム・ア・ロック」 - "I Am a Rock" (1966年)
- 「早く家へ帰りたい」 - "Homeward Bound" (1966年)
- 「冬の散歩道」 - "A Hazy shade of Winter" (1967年)
- 「フェイキン・イット」 - "Fakin It" (1967年)
- 「動物園にて」（CBSソニーでのアルバム『ブックエンド』でのタイトル）「夢の動物園」（日本コロムビアでシングル盤として発売された当時のタイトル）"At the Zoo" (1967年)
- 「スカボロー・フェア」 (1968年)
- 「ボクサー」 - "The Boxer" (1969年)
- 「明日に架ける橋」 - "Bridge over Troubled Water" (1970年)
- 「いとしのセシリア」 - "Cecilia" (1970年)
- 「コンドルは飛んで行く」 - "El Condor Pasa (If I Could)" (1970年)
- 「バイ・バイ・ラブ」 (1970年)
- 「アメリカ」 (1971年)
- 「エミリー・エミリー」 (1972年)

### シングル（米国）
- "The Sounds of Silence / We've Got a Groovy Thing Goin'" (1965, US HOT100 # 1)
- "Homeward Bound / Leaves That are Green" (1966, US HOT100 # 5)
- "I Am a Rock / Flowers Never Bend with the Rainfall" (1966, US HOT100 # 3)
- "The Dangling Conversation / The Big Bright Green Pleasure Machine" (1966, US HOT100 #25)
- "A Hazy Shade of Winter / For Emily, Whenever I May Find Her" (1966, US HOT100 #13)
- "At the Zoo / The 59th Street Bridge Song (Feelin' Groovy)" (1967, US HOT100 #16)
- "Fakin' It / You Don't Know Where Your Interest Lies" (1967, US HOT100 #23)
- "Scarborough Fair/Canticle / April Come She Will" (1967, US HOT100 #11)
- "Mrs. Robinson / Old Friends-Bookends" (1968, US HOT100 # 1)
- "The Boxer / Baby Driver" (1969, US HOT100 # 7)
- "Bridge over Troubled Water / Keep the Customer Satisfied" (1970, US HOT100 # 1)
- "Cecilia / The Only Living Boy in New York" (1970, US HOT100 # 4)
- "El Condor Pasa (If I Could) / Why Don't You Write Me" (1970, US HOT100 #18)
- "For Emily, Whenever I May Find Her (live) / America" (1972, US HOT100 #53 / #97)
- "My Little Town / Rag Doll (Art Garfunkel) / You're Kind (Paul Simon)" (1975, US HOT100 # 9)
- "Wake Up Little Susie (Live) / Me and Julio Down by the Schoolyard" (1982, US HOT100 #27)

## 日本公演
- 1982年 "Sony Walkman Special"

5月7日・8日 大阪スタヂアム、10日・11日・12日 後楽園球場
- 1993年 "Asahi Beer Big Special"

12月1日 福岡ドーム、2日 東京ドーム
- 2009年 "Old Friends Tour 2009"

7月8日 ナゴヤドーム、10日・11日 東京ドーム、13日 京セラドーム大阪、15日 日本武道館、18日 札幌ドーム